# Esketamin
Esketamin, som säljs under bland annat varumärkena Ketanest och Spravato, är ett läkemedel som används som allmänt anestesimedel och för behandlingsresistent depression. Esketamin används som nässpray eller intravenöst. Det är den rena S-enantiomeren av ketamin.

## Namn
Esketamin är läkemedlets generiska namn och dess INN och BAN, medan esketaminhydroklorid är dess BANM. Det är också känt som S(+)-ketamin, (S)-ketamin eller (-)-ketamin, såväl som genom dess utvecklingsnamn JNJ-54135419.

## Tillgänglighet
Esketamin marknadsförs som ett antidepressivt medel i USA; och som 2 i Europa, inklusive i Österrike, Danmark, Estland, Finland, Tyskland, Nederländerna, Norge, Slovenien, Sverige och Schweiz.